# Дохерти-Хьюз, Мартин
Мартин Джон Дохерти-Хьюз (англ. Martin John Docherty-Hughes; род. 21 января 1971, Клайдбанк, Великобритания) — британский шотландский политик. Член Шотландской национальной партии. Член парламента Великобритании от округа Западный Данбартоншир с 2015 года.

## Политическая деятельность
В 1991 году вступил в Шотландскую национальную партию. В мае 1992 года был избран младшим советником в окружной совет Клайдбанка, где проработал до 31 марта 1996 года. 3 мая 2012 года он был избран в городской совет Глазго от района Андерстон — Сити, набрав 1 057 голосов избирателей и 19,9 %. Занимал должность бэйли до 14 мая 2015 года.
В феврале 2015 года Шотландская национальная партия выдывинула Дохерти-Хьюза в качестве своего кандидата в округе Западный Данбартоншир на парламентских выборах в Великобритании в 2015 году. Он победил, обойдя действовавшего депутата Джемму Дойл. После своего избрания в парламент Дохерти-Хьюз подал в отставку со своей должности в городском совете Глазго.

## Личная жизнь
Мартин Джон Дохерти родился и вырос в Клайдбанке. Рано осиротел и с шестнадцати лет начал самостоятельно зарабатывать на жизнь. Поступил в Колледж пищевых технологий Глазго, ныне Городской колледж Глазго, который окончил в 1997 году с высшим национальным дипломом в области делового администрирования. Продолжил образование в Эссекском университете, в котором защитил степень бакалавра в области политологии. Затем обучался в Школе искусств Глазго, где защитил степень магистра. Окончив учёбу, вернулся в Клайдбанк, где десять лет проработал в Общественных и волонтёрских службах Западного Данбартоншира.
Мартин Джон Дохерти — открытый гомосексуал. После заключения брака в январе 2016 года он изменил фамилию с Дохерти на Дохерти-Хьюз.